# Coptocycla
Genre
Sous-genres de rang inférieur
- C. (Coptocycla)
- C. (Coptocyclella)
- C. (Dyscineta)
- C. (Podostraba)
- C. (Psalidonota)

Coptocycla est un genre d'insectes coléoptères de la famille des Chrysomelidae, des la sous-famille des cassides et de la tribu des Cassidini. 

## Espèces
- Coptocycla adamantina (Germar, 1824)
- Coptocycla aerata (Boheman, 1855)
- Coptocycla apicata Spaeth, 1936
- Coptocycla arcuata (Swederus, 1787)
- Coptocycla atriceps (Boheman, 1855)
- Coptocycla auricoma Boheman, 1855
- Coptocycla aurifera Boheman, 1855
- Coptocycla bahiana Boheman, 1855
- Coptocycla bicolon (Germar, 1824)
- Coptocycla bicurvata Boheman, 1855
- Coptocycla bidivisa Boheman, 1862
- Coptocycla bisbipustulata Boheman, 1855
- Coptocycla circumspicua (Boheman, 1855)
- Coptocycla concolor Boheman, 1855
- Coptocycla conspicillata Boheman, 1855
- Coptocycla constellata Boheman, 1855
- Coptocycla contemta (Boheman, 1855)
- Coptocycla cruciata Linnaeus, 1767
- Coptocycla decussata Boheman, 1855
- Coptocycla dentata (Blake, 1965)
- Coptocycla dolosa Boheman, 1855
- Coptocycla dorsoplagiata Champion, 1894
- Coptocycla dorsopunctata (Klug, 1829)
- Coptocycla elegans Boheman, 1855
- Coptocycla excelsa Boheman, 1855
- Coptocycla exsanguis Boheman, 1855
- Coptocycla fastidiosa Boheman, 1855
- Coptocycla febricitans Spaeth, 1936
- Coptocycla flavovittata Boheman, 1855
- Coptocycla ganglbaueri (Spaeth, 1909)
- Coptocycla infans Spaeth, 1937
- Coptocycla jamaicana Spaeth, 1936
- Coptocycla laeta Boheman, 1855
- Coptocycla laqueata Spaeth, 1936
- Coptocycla leprosa (Boheman, 1855)
- Coptocycla lunifera Boheman, 1855
- Coptocycla marmorata Champion, 1894
- Coptocycla mundula Boheman, 1862
- Coptocycla orbiculata Champion, 1894
- Coptocycla paranensis Spaeth, 1936
- Coptocycla placida Boheman, 1855
- Coptocycla quadrinotata Boheman, 1855
- Coptocycla robusta Spaeth, 1936
- Coptocycla roseocincta Boheman, 1855
- Coptocycla ruficornis Spaeth, 1936
- Coptocycla rufonotata Champion, 1894
- Coptocycla sagana Boheman, 1862
- Coptocycla sordida Boheman, 1855
- Coptocycla stigma (Germar, 1824)
- Coptocycla strandi Spaeth, 1936
- Coptocycla subovata Spaeth, 1937
- Coptocycla subpunctata Spaeth, 1937
- Coptocycla texana (Schaeffer, 1933)
- Coptocycla undecimpunctata (Fabricius, 1781)
- Coptocycla usta Boheman, 1855
- Coptocycla vana Boheman, 1855
- Coptocycla virguncula Boheman, 1862
- Coptocycla vittipennis Boheman, 1855